# Període Jōmon

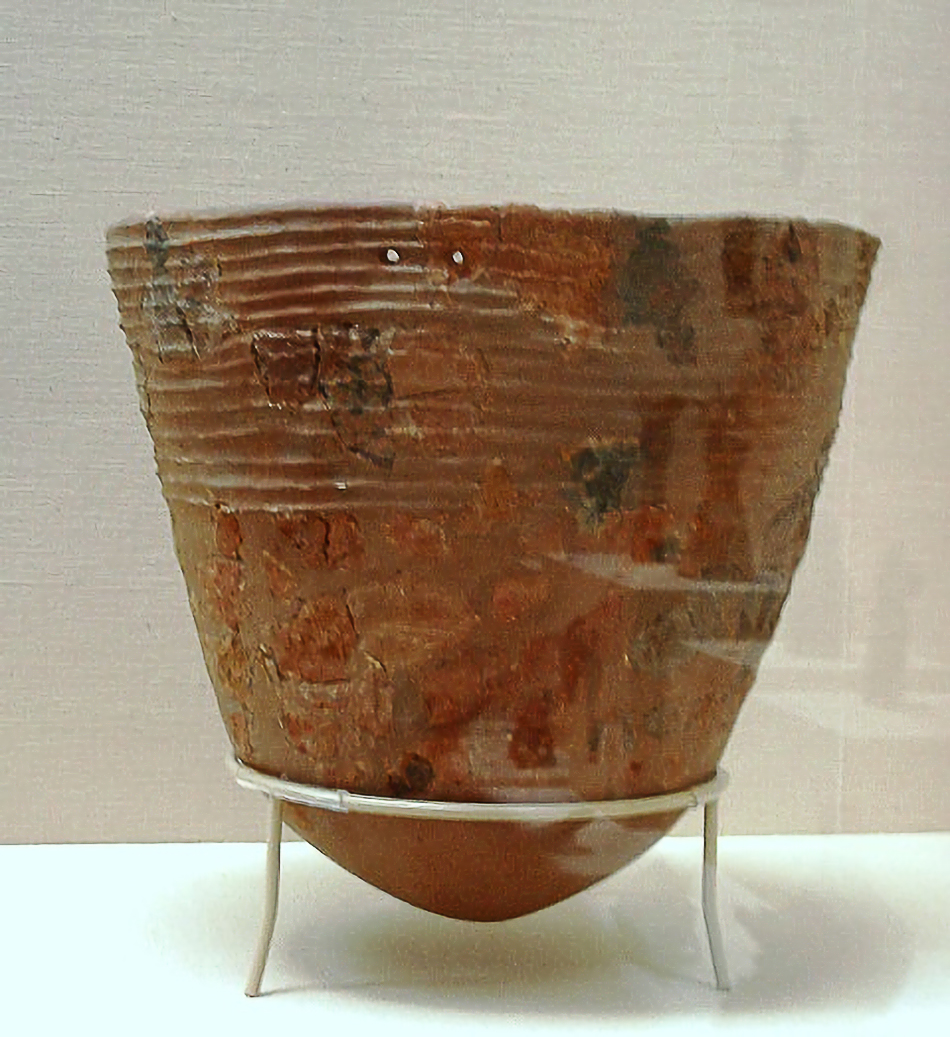
Atuell del període jōmon Incipient (10000-8000 aC), l'atuell més antic del món, es troba al Museu Nacional de Tokyo

El període jōmon (en japonès 縄文时代, Jōmon jidai, literalment Període de les marques de corda) és un període cultural prehistòric del Japó, de llarga durada, que es defineix entre el 14.000 aC i el 400 aC.
Aquest període, segons la geologia històrica, es va desenvolupar des de finals del Plistocè fins al començament de l'Holocè a l'arxipèlag japonès, i en la història mundial correspon al transcurs de l'època entre el Mesolític (o finals del Paleolític) fins a l'època del Neolític, durant l'edat de pedra. Cal esmentar el descobriment de la ceràmica i el desenvolupament dels anomenats "habitatges-fossat" (竖穴住居) (és a dir, habitatges amb plantes excavades en profunditat), entre altres fenòmens culturals.
Tot i reconèixer l'existència de variants regionals, la cultura jōmon mantenia uns patrons similars en l'àmbit de totes les illes, des de Hokkaido fins a Okinawa. La seva base econòmica va ser donada per les activitats cinegètiques, pesqueres i recol·lectores, encara que també s'hi suposa l'existència d'una agricultura molt primitiva de cereals. Una de les particularitats d'aquesta cultura van ser les ceràmiques jōmon, que reben aquest nom per les impressions de corda a la seva superfície.
Els habitants de Hokkaido i del nord de Honshu no van adoptar el sistema d'arrossars (introduït des del continent asiàtic cap al 500 aC), probablement a causa de la debilitat de la soca de l'arròs davant el fred. Mentre a Shikoku, Kyūshū i Honshū es va desenvolupar la cultura yayoi, a Hokkaido es va mantenir sense grans alteracions la cultura jōmon, encara que en aquesta nova etapa sol denominar-se cultura (període) epi-jōmon o zoku-jōmon.

## Origen del nom
El terme jōmon, o marques de corda, té el seu origen en l'expressió anglesa "cord marked pottery" ('ceràmica amb marques de corda'), utilitzada per primer cop pel zoòleg nord-americà Edward S. Morse el 1877, per a referir-se a la ceràmica trobada a Oomori. Aquesta ceràmica va ser considerada com un dels elements més característics de l'edat de pedra al Japó. Amb el posterior descobriment de la ceràmica yayoi i el desenvolupament dels estudis tipològics, es va establir la distinció entre la ceràmica jōmon i la ceràmica yayoi, base de l'actual divisió entre el "període jōmon" (縄文时代) i el "període yayoi" (弥生时代).